# Muntanya del Molí
La Muntanya del Molí és una muntanya de 244 metres que es troba al municipi de Bonastre, a la comarca del Baix Penedès.